# Петритоли
Петритоли (итал. Petritoli) —  коммуна в Италии, располагается в регионе Марке, в провинции Фермо.
Население составляет 2495 человек (2008 г.), плотность населения составляет 105 чел./км². Занимает площадь 24 км². Почтовый индекс — 63027. Телефонный код — 0734.
Покровителем коммуны почитается святой Иоанн Креститель, празднование 24 июня.

## Демография
Динамика населения:

## Администрация коммуны
- Официальный сайт: http://www.petritoli.net/ Архивная копия от 21 апреля 2010 на Wayback Machine